# Олесюк Сергій Леонідович
Сергі́й Леоні́дович Олесюк — військовослужбовець Повітряних сил Збройних сил України, майор авіації. Учасник російсько-української війни.

## Життєпис
Проходив службу на посаді радиста авіаційної ескадрильї 456-ї бригади транспортної авіації, в/ч А1231, Гавришівка, Вінницька область.
У зв'язку з російською збройною агресією проти України з весни 2014 виконував завдання в зоні проведення антитерористичної операції у складі екіпажу транспортного літака Ан-26 — бортовий радист.
Екіпаж Ан-26 під командуванням майора Дмитра Майбороди з травня по липень 2014 виконав 35 бойових вильотів для перевезення військових, озброєння, матеріально-технічних засобів в зону АТО, проводив евакуацію поранених та хворих.
14 липня 2014, під час другого за день вильоту в зону АТО, екіпаж Ан-26 мав десантувати парашутним способом воду й продукти в підрозділи Сухопутних військ, які були відрізані від основних сил і перебували в оточенні в Краснодонському районі Луганської області. На відстані приблизно 5 км від російського кордону на висоті 6500 метрів літак було атаковано, імовірно, керованою ракетою типу «повітря-повітря». Унаслідок влучання лівий двигун та електрообладнання відмовили. Командир екіпажу майор Майборода разом з помічником командира майором Дмитром Шкарбуном до останнього намагались утримати літак від зривання в штопор. Решті членів екіпажу було наказано залишити літак. Всього на борту було вісім осіб, вижили лише шестеро. Обидва пілоти загинули, ціною власного життя вони відвели літак від населеного пункту Давидо-Микільське. Капітан Олесюк вистрибнув з парашутом передостаннім, після приземлення добирався до безпечного місця поміж ворожих блокпостів, через ліс, ночував у полі. Наступної доби зустрівся з іншими членами екіпажу, пізніше вони всі були переправлені на підконтрольну Україні територію.
14 серпня 2014 — за особисту мужність і героїзм, виявлені у захисті державного суверенітету та територіальної цілісності України, відзначений — нагороджений орденом Богдана Хмельницького III ступеня. Присвоєне військове звання майора.
23 серпня 2015, на День Державного Прапора України, на майдані перед міською радою Вінниці гвардії майор Олесюк разом з трьома військовими під час урочистостей піднімав Український прапор.
Станом на серпень 2017 — начальник зв'язку авіаційної ескадрильї 456-ї бригади транспортної авіації. Мешкає у Вінниці.